# Liste der Naturdenkmäler in Bad Lippspringe
Die Liste der Naturdenkmäler in Bad Lippspringe führt die Naturdenkmäler der nordrhein-westfälischen Stadt Bad Lippspringe auf.
| Nr.       | Bezeichnung                                 | Lage                              | Beschreibung, Bemerkungen | Bild |
| --------- | ------------------------------------------- | --------------------------------- | ------------------------- | ---- |
| LP 07 I   | Sommerlinde auf dem Dammhof                 | Bad Lippspringe                   |                           |      |
| LP 01 I   | Beispring - Quelle                          | Bad Lippspringe                   |                           |      |
| LP 03 I   | Jordanquellen                               | Bad Lippspringe Karte             |                           |      |
| LP 02 I   | Feldahorn an der Kurparkstraße              | Bad Lippspringe                   |                           |      |
| 03 2.3.7  | 2 Linden am Pfingststuhlweg                 | Bad Lippspringe                   |                           |      |
| 03 2.3.9  | 1 Eiche im Hohen Kamp                       | Bad Lippspringe                   |                           |      |
| LP 05 I   | Platane im Arminiuspark                     | Bad Lippspringe                   |                           |      |
| LP 04 I   | Lippequelle - Quellteich (mit „Odins Auge“) | Bad Lippspringe Karte             |                           |      |
| LP 06 I   | Sommerlinde an der Burgstraße               | Bad Lippspringe                   |                           |      |
| 03 2.3.13 | Doline „Kleine Brichkuhle“                  | Bad Lippspringe Hammerhelle Karte |                           |      |
| 03 2.3.14 | Doline „Große Brichkuhle“                   | Bad Lippspringe Hammerhelle Karte |                           |      |
| 03 2.3.15 | Doline „Wehringer Pohl“                     | Bad Lippspringe Hammerhelle Karte |                           |      |
| 03 2.3.2  | 1 Feldahorn in der Dedinger Heide           | Bad Lippspringe                   |                           |      |
| 01 2.3.17 | 1 Eiche „Hermann-Löns-Eiche“                | Bad Lippspringe                   |                           |      |